# Central nuclear de Perry
La Central nuclear de Perry dispone de un reactor de agua en ebullición de General Electric propiedad de FirstEnergy.

## Ubicación
Está situada en una superficie de 4,5 km², en los exteriores de Cleveland en Perry, Ohio. Construida con un coste de 6 millardos de dólares, siendo una de las centrales nucleares más caras que jamás se haya construido.

## Controversia y denuncias
La unidad dos nunca se abrió después de estar casi terminada. La planta está situada en un sitio sísmicamente activo y plagado de fallas geológicas.
Los denunciantes informaron que se identificó una falla geológica mientras se construía Perry y que se ordenó a los trabajadores guardar silencio mientras rellenaban la fisura con miles de toneladas de hormigón